# Andalusien-Rundfahrt
Die Andalusien-Rundfahrt (span. offiziell Vuelta a Andalucía "Ruta del Sol") ist ein spanisches Etappenrennen für Radrennfahrer in der autonomen Gemeinschaft Andalusien. Die Andalusien-Rundfahrt gehört seit 2005 zur UCI Europe Tour und findet jährlich Mitte Februar statt. Sie ist in die Kategorie 2.1 eingestuft. 2017 wurde sie in die Kategorie 2.HC klassiert und seit 2020 gehört sie zur UCI ProSeries. Rekordsieger mit 5 Gesamtsiegen ist Alejandro Valverde. Mit 13 Etappensiegen ist Freddy Maertens Rekordetappensieger vor Dietrich Thurau mit 10.
Seit der Saison 2022 gibt es mit der Vuelta Ciclista Andalucía Elite Women auch eine Rundfahrt für Frauen, die jedoch zeitlich getrennt stattfindet.
Im Jahr 2024 mussten aufgrund von Bauernprotesten alle fünf geplanten Etappen abgesagt werden. Stattdessen trug die Organisation ein rund vier Kilometer langes Einzelzeitfahren bei Alcaudete aus, das der Belgier Maxim Van Gils für sich entschied.

## Palmarès
| Jahr                        | Sieger                       | Zweiter                       | Dritter                       |
| --------------------------- | ---------------------------- | ----------------------------- | ----------------------------- |
| 1925                        | Ricardo Montero              | Victorino Otero               | Telmo García                  |
| 1926–1954: Keine Austragung |                              |                               |                               |
| 1955                        | José Gómez del Moral         | Salvador Botella              | Francisco Alomar              |
| 1956                        | Miguel Bover Pons            | José Gómez del Moral          | Antón Barrutia                |
| 1957                        | Hortensio Vidaurreta         | Gabriel Mas                   | Jesús Galdeano                |
| 1958                        | Gabriel Company              | Gabriel Mas                   | José Gómez del Moral          |
| 1959                        | Miguel Pacheco               | Joaquín Barceló Santonja      | Antonio Jiménez Pareja        |
| 1960                        | Gabriel Mas                  | José Gómez del Moral          | Juan Manuel Santiago Montilla |
| 1961                        | Angelino Soler               | José Gómez del Moral          | Gabriel Mas                   |
| 1962                        | José Antonio Momeñe          | Antón Barrutia                | Gabriel Mas                   |
| 1963                        | Antón Barrutia               | Antonio Carreras              | Alcino Rodrigo                |
| 1964                        | Rudi Altig                   | Michel Stolker                | Bas Maliepaard                |
| 1965                        | José Segú                    | Jesús Isasi                   | Antonio Tous                  |
| 1966                        | Jesús Aranzabal              | Dieter Puschel                | José María Errandonea         |
| 1967                        | Ramón Mendiburu              | Gabino Ereñozaga              | José Antonio Momeñe           |
| 1968                        | Antoon Houbrechts            | Francisco José Juan Granell   | Luis Ocaña                    |
| 1969                        | Antonio Gómez del Moral      | Jorge Mariné                  | José Manuel Lasa              |
| 1970                        | José Gómez                   | José Antonio González Linares | Harm Ottenbros                |
| 1971                        | Jean-Pierre Monseré          | Jos van der Vleuten           | Roger De Vlaeminck            |
| 1972                        | Jan Krekels                  | Gerard Vianen                 | José Antonio González Linares |
| 1973                        | Georges Pintens              | José Antonio González Linares | Rik Van Linden                |
| 1974                        | Freddy Maertens              | Jose Luis Viejo               | José Antonio González Linares |
| 1975                        | Freddy Maertens              | Luis Ocaña                    | Dietrich Thurau               |
| 1976                        | Gerrie Knetemann             | Hennie Kuiper                 | Gerben Karstens               |
| 1977                        | Dietrich Thurau              | Hennie Kuiper                 | Txomin Perurena               |
| 1978: Keine Austragung      |                              |                               |                               |
| 1979                        | Dietrich Thurau              | Daniel Willems                | Vicente Belda                 |
| 1980                        | Daniel Willems               | Bernt Johansson               | Eulalio García                |
| 1981                        | Jos Schipper                 | Ronny De Witte                | Martin Havik                  |
| 1982                        | Marc Sergeant                | Ángel Arroyo                  | Alberto Fernández Blanco      |
| 1983                        | Eduardo Chozas Olmo          | Antonio Coll                  | Jo Maas                       |
| 1984                        | Julián Gorospe               | Jaime Vilamajó                | Jesús Blanco Villar           |
| 1985                        | Rolf Gölz                    | Miguel Indurain               | Jesús Blanco Villar           |
| 1986                        | Steven Rooks                 | Peter Hilse                   | Iñaki Gastón                  |
| 1987                        | Rolf Gölz                    | Jesús Blanco Villar           | Julián Gorospe                |
| 1988                        | Edwig Van Hooydonck          | Jesús Blanco Villar           | Maarten Ducrot                |
| 1989                        | Fabio Bordonali              | Luc Roosen                    | Peter Hilse                   |
| 1990                        | Eduardo Chozas Olmo          | Miguel Ángel Martínez Torres  | Pascal Lance                  |
| 1991                        | Roberto Lezaun               | Jesper Skibby                 | Adrie van der Poel            |
| 1992                        | Miguel Ángel Martínez Torres | Jesús Montoya                 | Herminio Díaz Zabala          |
| 1993                        | Julián Gorospe               | Edwig Van Hooydonck           | Neil Stephens                 |
| 1994                        | Stefano Della Santa          | Luc Roosen                    | Francisco Cabello             |
| 1995                        | Stefano Della Santa          | Francisco Cabello             | Mariano Rojas                 |
| 1996                        | Neil Stephens                | Oleksandr Hontschenkow        | Peter Farazijn                |
| 1997                        | Erik Zabel                   | Johan Museeuw                 | David Etxebarria              |
| 1998                        | Marcelino García             | Laurent Jalabert              | David Etxebarria              |
| 1999                        | Javier Pascual               | Santiago Botero               | Santiago Blanco               |
| 2000                        | Miguel Ángel Peña            | Francisco Cabello             | Aitor Garmendia               |
| 2001                        | Erik Dekker                  | Marc Wauters                  | Alexandre Shefer              |
| 2002                        | Antonio Colom                | Axel Merckx                   | Javier Pascual                |
| 2003                        | Javier Pascual Llorente      | Davide Rebellin               | Alejandro Valverde            |
| 2004                        | Juan Carlos Domínguez        | Carlos García Quesada         | Samuel Sánchez                |
| 2005                        | Francisco Cabello            | Daniel Moreno                 | José Luis Martínez Jiménez    |
| 2006                        | Carlos García Quesada        | Rodrigo García Rena           | Adolfo García Quesada         |
| 2007                        | Óscar Freire Gómez           | Dario Cioni                   | Tadej Valjavec                |
| 2008                        | Pablo Lastras                | Clément Lhotellerie           | Cadel Evans                   |
| 2009                        | Joost Posthuma               | Xavier Tondo                  | Davide Rebellin               |
| 2010                        | Michael Rogers               | Jurgen Van Den Broeck         | Sergio Pardilla               |
| 2011                        | Markel Irízar                | Jurgen Van Den Broeck         | Levi Leipheimer               |
| 2012                        | Alejandro Valverde           | Rein Taaramäe                 | Jérôme Coppel                 |
| 2013                        | Alejandro Valverde           | Jurgen Van Den Broeck         | Bauke Mollema                 |
| 2014                        | Alejandro Valverde           | Richie Porte                  | Luis León Sánchez             |
| 2015                        | Chris Froome                 | Alberto Contador              | Beñat Intxausti               |
| 2016                        | Alejandro Valverde           | Tejay van Garderen            | Bauke Mollema                 |
| 2017                        | Alejandro Valverde           | Alberto Contador              | Thibaut Pinot                 |
| 2018                        | Tim Wellens                  | Wout Poels                    | Marc Soler                    |
| 2019                        | Jakob Fuglsang               | Ion Izagirre                  | Steven Kruijswijk             |
| 2020                        | Jakob Fuglsang               | Jack Haig                     | Mikel Landa                   |
| 2021                        | Miguel Ángel López           | Antwan Tolhoek                | Julen Amezqueta               |
| 2022                        | Wout Poels                   | Cristian Rodríguez            | Miguel Ángel López            |
| 2023                        | Tadej Pogačar                | Mikel Landa                   | Santiago Buitrago             |
| 2024                        | nicht vergeben               |                               |                               |
| 2025                        | Pavel Sivakov                | Clément Berthet               | Thomas Pidcock                |